# Танжерский кризис
Танжерский кризис (фр. Crise de Tanger) или Первый марокканский кризис — международный конфликт, продолжавшийся с марта 1905 по май 1906 г. Возник на почве спора Франции с Германией относительно контроля над султанатом Марокко.
В ходе империалистической «драки за Африку» французам удалось овладеть Алжиром (1830) и Тунисом (1881).
Следующей североафриканской колонией Франции должно было стать Марокко, возглавляемое султаном Мулай Абд аль-Азизом.
К концу 1904 года Италия, Великобритания и Испания негласно признали «особые права» французов в Марокко, что на практике означало превращение султаната в протекторат Франции. В обмен на эти уступки французы признавали права англичан на Египет, итальянцев — на Триполитанию, а испанцев — на города по северному побережью Марокко (Сеуту и Мелилью).
В начале 1905 года, когда Франция пыталась принудить марокканского султана к допуску в страну французских советников и предоставлению крупных концессий французским компаниям, в Танжер неожиданно прибыл немецкий кайзер Вильгельм II. Он выступил с речью, в которой пообещал султану свою поддержку и предложил заключить оборонительный союз. Этот шаг вполне соответствовал германской линии на коммерческое и военное проникновение в такие исламские государства, как Османская империя. Обостряя ситуацию в Марокко, немецкие дипломаты рассчитывали проверить на прочность Франко-русский союз, тем более что все силы России были в то время брошены на завершение  Русско-японской войны.
На этом и сыграла немецкая дипломатия в лице барона Гольштейна. Российской армии в Европе не существовало. Все силы России были переброшены на восток против японцев. Немцы сочли момент благоприятным для нападения на Францию. План Шлиффена удалось бы осуществить, ведь Россия не могла физически успеть передислоцировать свои войска в Европу. В Париже прекрасно понимали намерения Германии и поэтому французское правительство запаниковало. Французы предлагали немецкой стороне деньги в качестве компенсации за Марокко вкупе с уступкой нескольких небольших колоний в экваториальной Африке. Но немцы отвергли все французские предложения.
Поначалу действия Германии вызвали в Париже оцепенение, а в середине июня подал в отставку  французский министр иностранных дел Теофиль Делькассе. По требованию Германии была созвана Альхесирасская конференция в Испании. На конференции, продолжавшейся с 15 января по 7 апреля 1906 года, Германия оказалась в дипломатической изоляции (поддержку ей оказала только Австро-Венгрия) и вынуждена была отступить. Разъярённый кайзер возложил всю ответственность на барона Гольштейна и отправил его в отставку . 
В результате кризиса установление французского протектората над Марокко было отложено. Спустя 5 лет Франция и Германия вновь схлестнулись по вопросу о контроле над этой стратегически расположенной территорией (Второй марокканский кризис).